# Jerónimo Cortés
Jerónimo Cortés (Gandia, segunda metade do século XVI [por volta de 1560] - Valencia, ca. 1611) foi um matemático, astrônomo, naturalista e compilador espanhol.
Matemático por profissão, seus escritos são divididos entre os tratados de aritmética e os trabalhos informativos de astronomia e filosofia natural.
Cortés é bastante conhecido no Nordeste brasileiro, por conta de seu livro Lunario Perpetuo, que, segundo Câmara Cascudo - que mantinha um exemplar na sua mesa de cabeceira - foi o livro mais lido no nordeste brasileiro durante dois séculos.

## Biografia
Viveu entre o final do século XVI e o início do século XVII, publicou em Valência o que hoje pode ser definido como literatura científica de popularização e uso diário. Seu amplo Lunario Perpetuo também combinou previsões astrológicas com informações e sugestões pertinentes à saúde, agricultura e vida cotidiana.

## Obras Publicadas
Muitos dos trabalhos de Cortés envolvem compilações de conhecimentos e escritos de outros autores. Suas fontes são divididas entre as autoridades canônicas da matemática, astronomia e filosofia natural, e os autores mais ou menos contemporâneos de textos igualmente científicos e, acima de tudo, informativos. Assim, ele conhece os grandes representantes da tendência de divulgação científica do Século XVI, por exemplo, Giambattista della Porta, Girolamo Cardano, Alessio Piemontese e Girolamo Manfredi, entre estrangeiros, ou Juan Pérez de Moya e Juan de Aranda, entre outros conterrâneos.
Alguns de seus trabalhos incluem:
- 1591 - Tratado del cómputo por la mano[4]
- 1594 - Compendio de reglas breves[5]
- 1594 - Lunario Perpetuo
- 1597 - Fisonomía natural y varios secretos de naturaleza[6]
- 1604 - Aritmética práctica
- 1613 - Libro y tratado de los animales terrestres y volátiles[7]